# Gleichungsarten ökonomischer Modelle
In der Volkswirtschaftslehre unterscheidet man nach verschiedenen Gesichtspunkten zwischen unterschiedlichen Gleichungsarten ökonomischer Modelle. Eine klassische Einteilung geschieht in Verhaltens-, Definitions- und Identitätsgleichung. Sinn und Zweck dieser Unterscheidungen ist es, Verwechslungen von Definitionen und Ableitungsergebnissen zu vermeiden. Diese grundsätzlichen Gleichungsarten dürfen nicht mit speziellen Gesetzmäßigkeiten oder Theorien verwechselt werden, etwa der Euler-Gleichung des Konsums, Fisher-Gleichung oder Quantitätsgleichung (auch Verkehrsgleichung genannt). Die Unterscheidung verschiedener Gleichungen findet sowohl in der Mikroökonomie wie Makroökonomie statt.
Wirtschaftswissenschaftliche Modelle können als Un-/Gleichungssysteme vorliegen und beinhalten als Komponenten Variable und Parameter. Man kann Gleichungen danach sortieren, ob sie Aussagen über ein Modell treffen (Definitionsgleichungen und Gleichgewichtsbedingungen) oder ob sie Hypothesen über funktionale Zusammenhänge zwischen Variablen oder andere Aussagen über die Realität enthalten (Verhaltensgleichungen, Technische Gleichungen, Institutionelle Gleichungen, Erwartungsfunktionen). Die Verhaltensgleichungen, technologischen und institutionellen Gleichungen werden manchmal als Strukturgleichungen zusammengefasst.
Die mathematische Einteilung von Gleichungen nach ihrer Gültigkeit in Identitätsgleichungen, Bestimmungsgleichungen und Definitionsgleichungen deckt sich nicht immer mit der in der Volkswirtschaftslehre gebrauchten Terminologie.

## Verhaltensgleichung
Das Verhalten eines Merkmals wird in Abhängigkeit von einem anderen Merkmal beschrieben. Damit beschreiben Verhaltensgleichungen mathematisch betrachtet einfache Gleichungen. Manchmal wird aber eine feinere Unterscheidung mit der Betonung des Verhaltensaspektes vorgenommen. So kann eine Produktionsfunktion (eine Beziehung von Output und Input) eher als technische Gleichung aufgefasst werden, wohingegen Verhaltensgleichungen darüber informieren, wie der Zusammenhang zwischen verschiedenen ökonomischen Größen durch menschliches Verhalten hergestellt wird. Besonders deutlich wird diese Unterscheidung beim Konzept der Reaktionsfunktion, die eine optimale Strategie gegeben der Strategie des Gegners beschreibt.
Die Investitionsfunktion gilt als typische Verhaltensgleichung, die die Investitionsplanung der Unternehmungen beschreibt (Investitionen in Abhängigkeit von den Zinsen). Es gilt als das Verdienst von John Maynard Keynes, die Investitionsfunktion nicht nur als deterministische Gleichung eines produktionstechnischen Zusammenhangs, sondern als Verhaltensgleichung für das zukunftsorientierte und risikobewusste Handeln von Wirtschaftssubjekten erklärt zu haben.
Auch die Konsumfunktion (Konsum in Abhängigkeit vom Einkommen) ist eine Verhaltensgleichung.

## Definitionsgleichung
Definitionsgleichungen (auch Bestimmungsgleichungen genannt) definieren einen festen Zusammenhang zwischen verschiedenen Merkmalen und werden nicht aus anderen Gleichungen hergeleitet. Die Einkommensverwendungsgleichung ({\displaystyle Y=C+S}) und Einkommensentstehungsgleichung ({\displaystyle Y_{1}=C+I}) sind Definitionsgleichungen. Aber auch die Formel für die direkte Preiselastizität der Nachfrage bzgl. des Preises entspricht einer Definitionsgleichung:
{\displaystyle \eta _{x,p}\colon ={\frac {\frac {\mathrm {d} x}{x}}{\frac {\mathrm {d} p}{p}}}={\frac {\mathrm {d} x}{\mathrm {d} p}}\cdot {\frac {p}{x}}}.

## Identitätsgleichung
Identitätsgleichungen sind kombinierte Definitionsgleichungen, die eine äquivalente Aussage anhand verschiedener Merkmale treffen. Beispiele für volkswirtschaftliche Identitäten sind etwa das saysche Theorem oder die Vermögensänderung.

### Investition und Sparen
Ein bekanntes Beispiel ist die Betrachtung des Volkseinkommens. Dieses kann ex post unter den Aspekten der Entstehung, Verwendung und Verteilung betrachtet werden. Aus diesen Definitionsgleichungen des Volkseinkommens, der Einkommensverwendungsgleichung und der Einkommensentstehungsgleichung, lässt sich eine Identität herleiten:
{\displaystyle Y_{1}=C+I}
{\displaystyle Y_{2}=C+S}
Beide Gleichungen beschreiben offenbar das gleiche Volkseinkommen, sodass gilt:
{\displaystyle Y_{1}\equiv Y_{2}},
und aus dieser Identität folgt weiterhin:
{\displaystyle I\equiv S},
so dass die Höhe der Ersparnisse ex-post der Höhe der Investitionen der Volkswirtschaft entspricht. Es ist darauf zu achten, dass die definitionsgemäß geltende Ex-post-Identität (oder Gleichheit) von Investition und Ersparnis nicht mit dem Gleichgewichtsbegriff verwechselt werden darf. Der Wirtschaftskreislauf setzt nicht nur ex post, sondern auch ex ante (in der Planung) eine Gleichheit von Investition und Ersparnis voraus. Allerdings betrachtet die makroökonomische Theorie {\displaystyle S} und {\displaystyle I} als voneinander unabhängige Größen, die in der Regel ex ante unterschiedlich groß sind.